# Colom de les Marqueses
El colom de les Marqueses (Alopecoenas rubescens) és una espècie d'ocell de la família dels colúmbids (Columbidae). Habita els boscos d'algunes illes del grup de les Marqueses.